# Мецавила (Торино)
Мецавила је насеље у Италији у округу Торино, региону Пијемонт.
Према процени из 2011. у насељу је живело 107 становника. Насеље се налази на надморској висини од 676 м.